# Daimothoracodes confossus
Daimothoracodes confossus är en skalbaggsart som beskrevs av Federico Ocampo och Vaz-de-mello 2002. Daimothoracodes confossus ingår i släktet Daimothoracodes och familjen Hybosoridae. Inga underarter finns listade i Catalogue of Life.